# Louis Charavel
Louis Charavel (ur. 3 sierpnia 1890, zm. 11 września 1980) – francuski kierowca wyścigowy.

## Kariera
W swojej karierze wyścigowej Charavel poświęcił się startom w wyścigach samochodów sportowych. W latach 1928, 1932-1933 Francuz pojawiał się w stawce 24-godzinnego wyścigu Le Mans. W pierwszym sezonie startów nie zdołał osiągnąć linii mety. Po trzyletniej przerwie, w 1932 roku Charaval odniósł zwycięstwo w klasie 2, a w klasyfikacji generalnej uplasował się na czwartej pozycji.